# Burgwall Treskow
Der Burgwall von Treskow, einem Wohn- und Gewerbegebiet der Stadt Neuruppin im Landkreis Ostprignitz-Ruppin, liegt südöstlich des Ortes auf einer spitzen Halbinsel im Ruppiner See. Es handelt sich um den Burgstall einer slawischen Niederungsburg, einen slawischen Burgwall, im ehemaligen Stammesgebiet der Zamzizi im Ruppiner Land.
Die Niederungsburg ist nur noch als flaches ovales Burgplateau von etwa 80 Meter Durchmesser in den kälteren Jahreszeiten zu erkennen. Im Sommer ist die Gegend stark zugewuchert und schwerer zugänglich. Die einstige Wallburg liegt der Ortschaft Gnewikow genau gegenüber. Seit 1981 findet in dem Waldgebiet, das „Geschützter Park Burgwall“ genannt wird, regelmäßig der Treskower Burgwall-Lauf statt.